# Roger de Wavrin
Roger de Wavrin († 1191 vor Akkon) war ein Bischof von Cambrai. Er entstammte der flämischen Burgherrenfamilie von Wavrin.
Roger amtierte als Erzdiakon in Cambrai, bis er 1177 als Kandidat des Grafen Balduin V. von Hennegau zum Bischof von Cambrai gewählt wurde. Er nahm am dritten Kreuzzug teil und starb 1191 bei der Belagerung von Akkon, ebenso wie sein Bruder, der Seneschall Hellin de Wavrin.
Roger de Wavrin hatte ein Regelwerk zur Austragung theologischer Dispute bei kirchlichen Zusammenkünften verfasst.